# 洛日寺
洛日寺，位于西藏自治区日喀则市江孜县热索乡贡斯村，是一座藏传佛教寺院。

## 简介
洛日寺是位于西藏自治区日喀则市江孜县热索乡贡斯村的一座藏传佛教寺院。
2013年，江孜县人民政府对江孜县纳如乡炯堆寺、热索乡洛日寺、日星乡日星寺、金嘎乡查珠寺、金嘎乡拉瓦普巴寺、重孜乡重孜寺、重孜乡天觉林寺、达孜乡年措寺、卡堆乡恩杂寺、卡堆乡布堆寺、紫金乡紫金寺、龙马乡加热寺、龙马乡恩达寺的公路工程进行了招标。